# Alan Kernaghan
Alan Nigel Kernaghan (Otley, 25 aprile 1967) è un allenatore di calcio ed ex calciatore irlandese, di origini nordirlandesi, di ruolo difensore.

## Palmarès

### Giocatore

#### Competizioni nazionali
- Scottish First Division: 1

Falkirk: 2004-2005

### Allenatore

#### Competizioni nazionali
- IFA Charity Shield: 1

Glentoran: 2015